# Gare de L'Isle-sur-le-Doubs
La gare de l'Isle sur le Doubs est gare ferroviaire française située sur le territoire de la commune de l'Isle-sur-le-Doubs, dans le département du Doubs en région Bourgogne-Franche-Comté.

## Situation ferroviaire
Elle est située au point kilométrique 463,345 de la ligne de Dole-Ville à Belfort entre les arrêts de Clerval (côté Besançon) et de Colombier-Fontaine (côté Montbéliard). Son altitude est de 292 m.

## Fréquentation
La fréquentation de la gare est détaillée dans le tableau ci-dessous :
| Année     | 2015   | 2016   | 2017   | 2018   | 2019    | 2020   | 2021   | 2022    | 2023    | 2024    |
| --------- | ------ | ------ | ------ | ------ | ------- | ------ | ------ | ------- | ------- | ------- |
| Voyageurs | 92 421 | 83 533 | 89 119 | 87 144 | 106 385 | 86 730 | 96 931 | 123 373 | 125 662 | 132 116 |

## Service des voyageurs

### Accueil
Halte SNCF, c'est un point d'arrêt non géré (PANG) à entrée libre. Elle est équipée d'un automate pour l'achat de titres de transport TER sur le quai direction Montbéliard.

### Desserte
La gare est desservie par des trains régionaux du réseau TER Bourgogne-Franche-Comté, effectuant les relations suivantes :
- Belfort – Besançon-Viotte ;
- Belfort – Lons-le-Saunier ;
- Belfort – Lyon-Perrache / Lyon-Part-Dieu.

### Intermodalité
Un parc pour les vélos et un parking pour les véhicules y sont aménagés.

## Galerie de photos

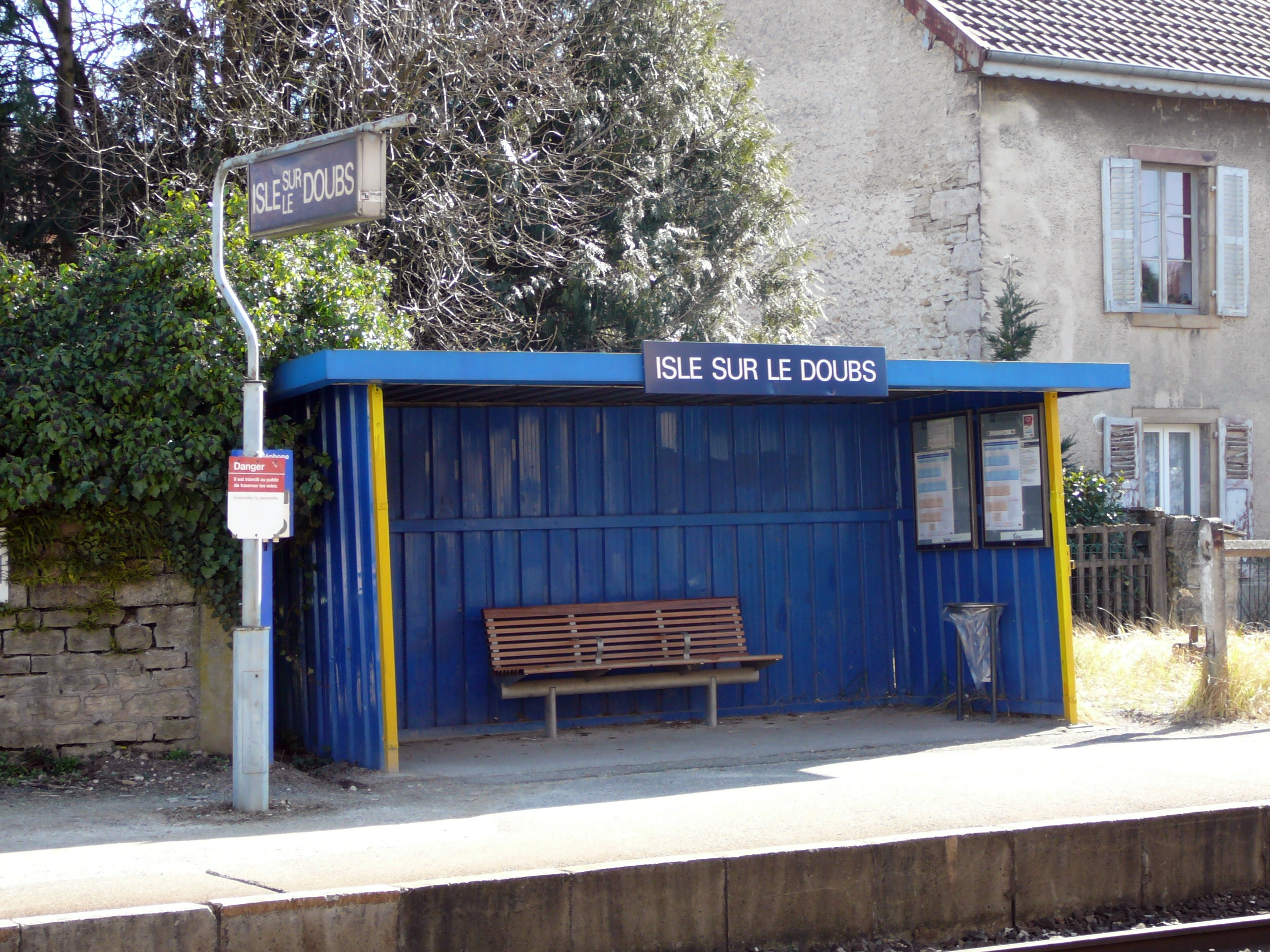
Abri de quai de la gare de L'Isle sur le Doubs (côté Besançon).
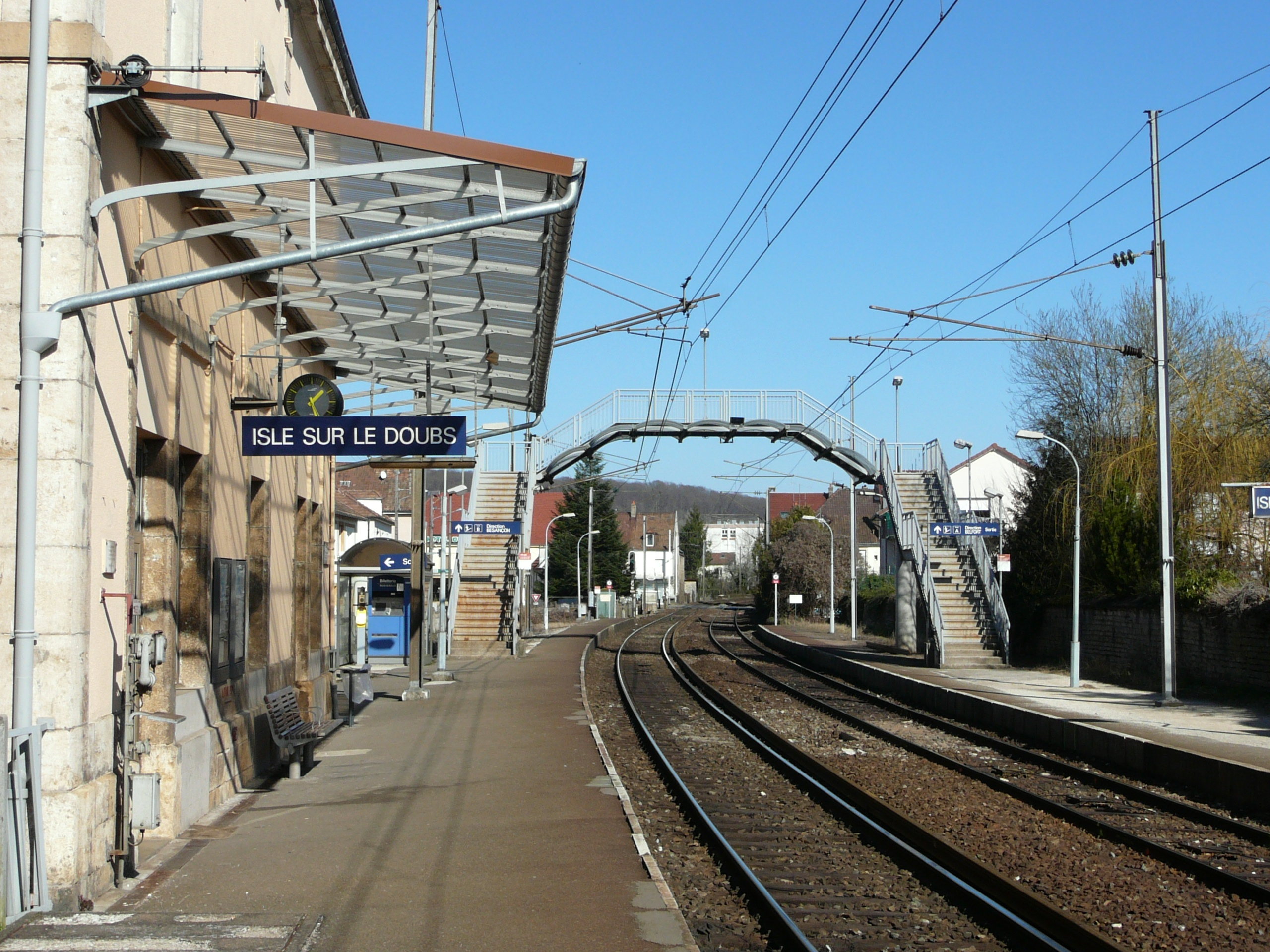
Vue en direction de Montbéliard.
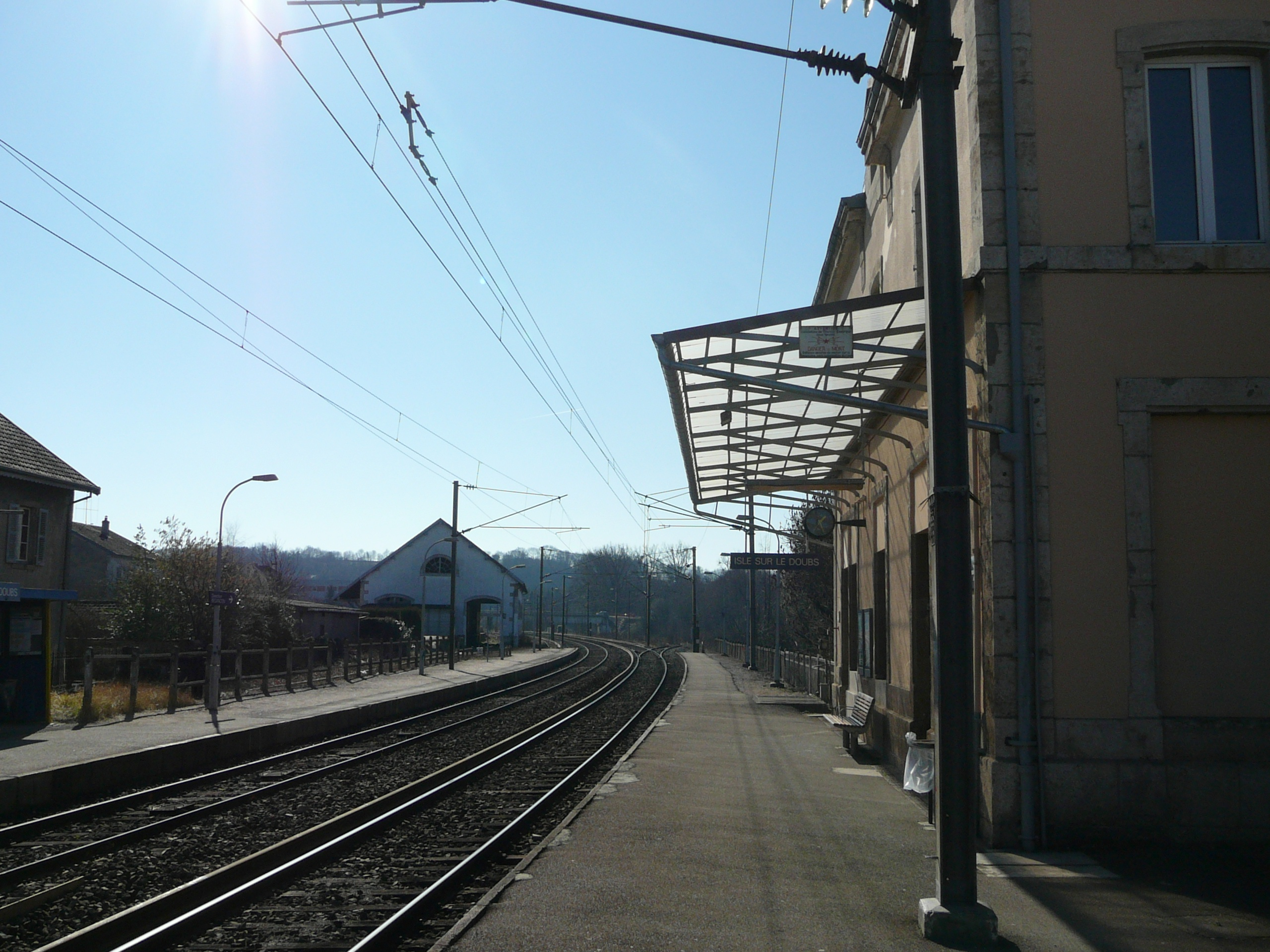
Vue en direction de Besançon.
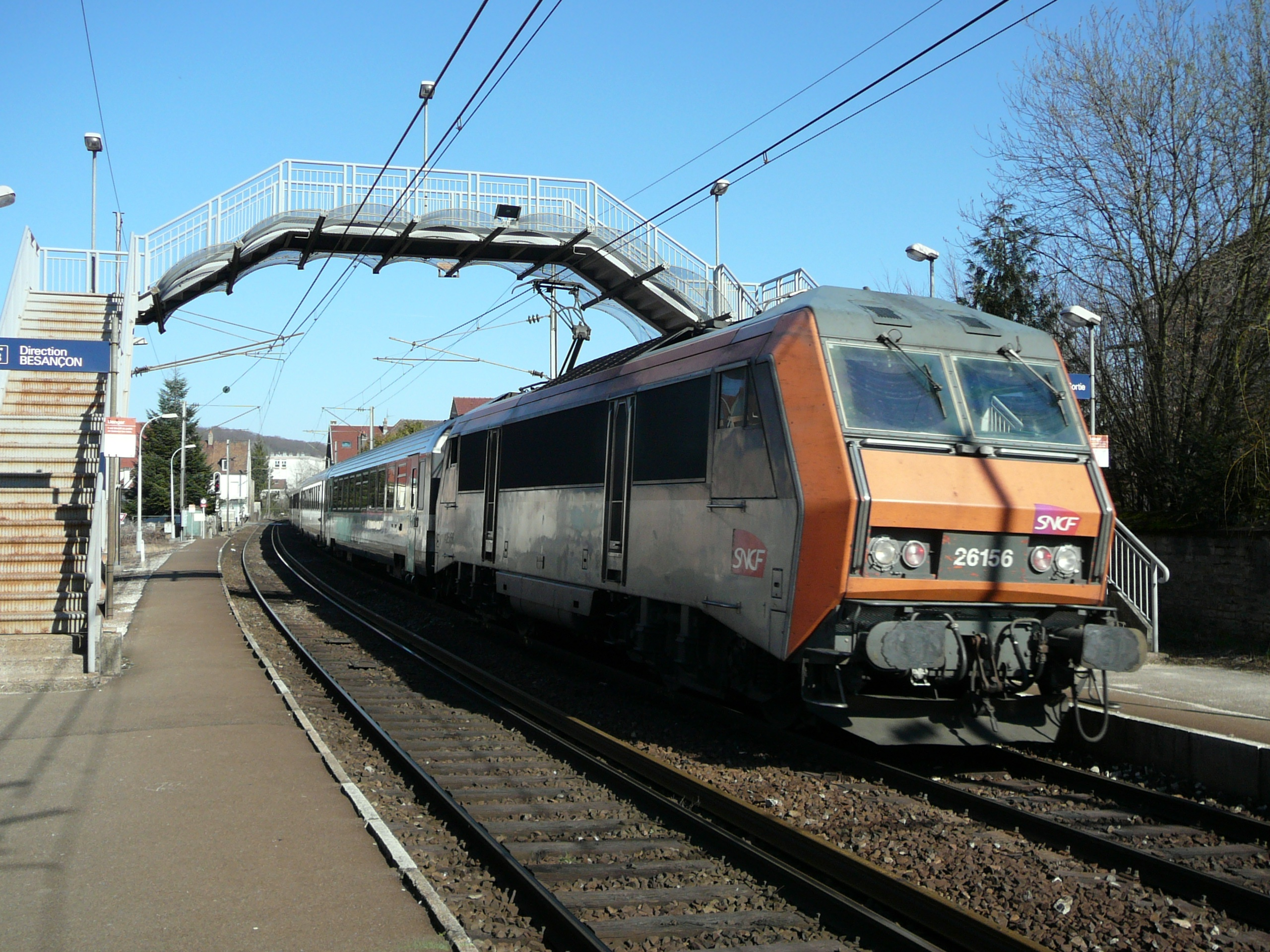
Train Intercités Strasbourg-Lyon Perrache à L'Isle sur le Doubs.